# .ni
.ni ist die länderspezifische Top-Level-Domain (ccTLD) des Staates Nicaragua. Sie wurde am 13. Oktober 1989 eingeführt und wird von der Avenida Universitaria in Managua verwaltet.

## Eigenschaften
Domains können nur auf dritter Ebene angemeldet werden, dürfen zwischen drei und 63 Zeichen lang sein und nur alphanumerische Zeichen enthalten. Bindestriche sind auch möglich, dürfen sich aber nicht an erster oder letzter Stelle befinden. Als Second-Level-Domain stehen beispielsweise .com.ni für kommerzielle Unternehmen oder .org.ni für Organisationen zur Auswahl.

## Weblink
- Website der Vergabestelle